# Gilles Cazabon
Pour les articles homonymes, voir Cazabon.
Mgr Gilles Cazabon (5 avril 1933 -) fut l'évêque du diocèse de Saint-Jérôme et le président de l'Assemblée des évêques catholiques du Québec.
Natif de Verner, en Ontario, il entre chez les Oblats de Marie-Immaculée en 1954. Ayant étudié la philosophie et la théologie à l'Université d'Ottawa, il reçoit son ordination le 11 juin 1960. 
Professeur et recteur à l'Université Saint-Paul d'Ottawa et à l'Université d'Ottawa, il devient supérieur de la province Saint-Joseph de Montréal dans sa congrégation. Après trente-deux années de prêtrise, il est nommé évêque de Timmins par Jean-Paul II le 29 juin 1992.
Son consécrateur principal fut Mgr Marcel André J. Gervais et ses coconsécrateurs principaux furent Mgrs Jacques Landriault (de) et Henri Goudreault (de). Il présida lui-même à la consécration épiscopale de Donald Lapointe (en). Le 20 décembre 1997, il devient le nouvel évêque de Saint-Jérôme, remplaçant Mgr Charles-Omer Valois.
À la conférence des évêques catholiques du Canada, il devient le responsable pour le droit canonique et pour l'organisation des Filles d'Isabelle. Le 15 septembre 2005, il est élu à la présidence de l'Assemblée des évêques du Québec pour un mandat de deux ans.
Mgr Cazabon a présenté sa démission au souverain pontife qui l'a acceptée le 3 juillet 2008. Mgr Pierre Morissette lui succède depuis le 21 septembre 2008.

## Devise épiscopale
- In Deum Vivum Speramus
- Notre espérance est dans le Dieu vivant

Cette devise vient de (I. Tim., 4, 10).